# گاوماهی‌های زبانی
گاوماهی‌های زبانی (نام علمی: Glossogobius) نام یک سرده از تیره گاوماهیان است.